# Dandismo
El dandismo es la corriente que se asocia a la figura del dandi, término empleado para definir a aquella persona refinada en el vestir, con grandes conocimientos de moda, proveniente de la burguesía, con una fuerte personalidad y poseedora de nuevos valores como la sobriedad o el uso de los avances llevados por la Revolución Industrial, que acabaría convirtiéndose en un referente para su época.

## Historia
El dandismo surgió a finales del siglo XVIII y principios del siglo XIX, teniendo como punto de partida el marco de la monarquía absoluta, a la que trataba de incomodar. Fue una corriente que se expandió rápidamente desde Inglaterra a Francia y se desarrolló al compás de la evolución de la incipiente democracia burguesa.
Tiene su origen en la inquietud cultural y estética en los principios de la corriente artística conocida como el romanticismo, y por ello, puede llegar a considerarse que la misma identidad del dandi es una «obra de arte».
El dandismo es como corriente de defensa de lo artificial sobre lo natural, la premeditación es el sustituto de la espontaneidad, adoptando un espíritu crítico con que se trata de desenmascarar los artificios de una sociedad —la jerarquizada sociedad de finales del siglo XVIII y principios del XIX—, que quiso convertir en natural su statu quo. Se puede decir que el dandismo utiliza una lógica brechtiana, y se define como una corriente urbana, nacida en las ciudades de esa época, en las que se expande con gran fuerza una nueva burguesía que exige y espera cambios sociales de gran importancia en la economía y política de sus países, por lo tanto se puede aplicar como un sinónimo de inconformismo. Tiene dos requisitos principales: conocer perfectamente las normas de urbanidad, y no tener ningún inconveniente en romperlas libremente.
Con el tiempo, esta corriente fue seguido por unas figuras singulares que, entre otras cosas, no tenían oficio, no los apoyaba ninguna institución, eran unos marginales, en el sentido de encontrarse al margen de una clase social que les permitía vivir de rentas y fama, a la que, a la vez desprecian y critican abiertamente.
Se asocia a la elegancia, la que en el dandi se caracterizaría por el uso de cierto tipo de prendas y la precisión en los colores y formas de las mismas. Además es sobrio, en las formas, en los tejidos, en las maneras. Todos estos conceptos eran manifestados en la forma de vestir, por eso también se asocia a la moda.
Muchos autores, entre ellos Félix de Azúa, consideran que la corriente fue un fracaso ya que realmente el dandi, como persona, no existió, sino que fue fruto de la ficción literaria.

### Dandismo negro
Cabe destacar la existencia del llamado «dandismo negro», el cual ha trascendió épocas y fronteras. Pueden encontrarse dandis negros desde el siglo XVIII hasta los años cuarenta del siglo XX; desde Londres a Harlem —destacando el furor del movimiento durante la era mágica del apogeo del jazz en plena Segunda Guerra Mundial—, pasando por los Sapeurs —número que viene de la asociación SAPE Le Societe des Ambianceurs et des Personnes Elegantes, que dio lugar a una escuela: la sapologie; en algunos lugares se auto llamaron «los parisinos» de Brazzaville y de Kinsasa.